# Steinkiste von Deerpark North
Die Steinkiste von Deerpark North liegt im Townland Deerpark North (irisch Páirc na bhFianna Theas), nördlich des Parkplatzes von Craggaunowen im County Clare in Irland.
Die Steinkiste befindet sich in bewaldetem Gebiet, an einem steilen Südhang. Die Kiste mit undefinierbarer Ausrichtung besteht aus einer großen Platte von 2,5 m Länge, 1,5 m Breite und 0,65 m Dicke, die im Osten von zwei kleinen Felsbrocken gestützt wird und im Westen auf einem kleinen Hügel ruht. Die nicht umschlossene Megalithanlage, unter der ein Hohlraum liegt, könnte auch der Rest eines Wedge Tombs sein.